# Village People
Pour le premier album du groupe, voir Village People (album).
Village People est un groupe américain de disco, originaire de 	Greenwich Village, Manhattan, à New York. Le groupe est formé et produit par deux Français : Jacques Morali et Henri Belolo. Connaissant un grand succès à la fin des années 1970, ils ont vendu plus de 80 millions de disques.
Le nom du groupe est une référence directe à Greenwich Village (surnommé « The Village » par les New-Yorkais), lieu où le groupe a été fondé et qui compte également une grande communauté gay.

## Histoire

### 1977–1979
Alors que les producteurs français Henri Belolo et Jacques Morali, représentants de la vague disco, enregistrent en 1977 l'album African Queens de The Ritchie Family à New York, l'arrangeur Horace Ott (en) leur suggère Victor Willis pour ajouter des chœurs. Victor Willis jouait The Wiz à Broadway et se révèle si bon en studio pour Henri Belolo et Jacques Morali, qu'ils lui proposent d'être le chanteur principal de quatre nouvelles chansons d'un tout nouveau projet.
L'album Village People est enregistré en 1977 avec des choristes de studio et, puisqu'il devient un hit international — avec notamment San Francisco (You've Got Me) —, il est demandé au groupe d'apparaître à la télévision et en concert. Celui-ci est cependant réduit à l'époque au seul Victor Willis. Avec Felipe Rose, un danseur rencontré dans les rues de Greenwich Village (New York) portant un costume d'Indien, ils ont l'idée de constituer un groupe réunissant les clichés masculins les plus appréciés dans le monde gay et inspiré de l'œuvre de Tom of Finland, icône gay de l'époque. Victor Willis invite Alex Briley. Ils font ensuite appel à Mark Mussler (en ouvrier chantier), Dave Forrest (en cowboy), Lee Mouton (homme en cuir) et Peter Whitehead (l'un des paroliers) et peuvent enfin se produire à la télévision et réaliser le premier clip, San Francisco (You've Got Me).
Henri Belolo raconte la genèse du groupe comme suit : « J'étais à New York avec mon associé Jacques Morali. On se baladait dans le quartier du Village et on a vu un Indien jouer des cloches dans la rue. Intrigués, on l'a suivi dans un bar où il était serveur, et faisait un numéro de disco toutes les vingt minutes. Parmi les clients, était attablé un type avec un chapeau de cow-boy. Ce fut le déclic : créer un groupe avec tous les stéréotypes du mâle américain. »
Henri Belolo et Jacques Morali publient alors cette annonce : « Macho Types Wanted for World-Famous Disco Group -- Must Dance and Have a Moustache » (Recherchons des machos pour un groupe mondialement célèbre -- savoir danser et porter la moustache). Randy Jones, Glenn Hughes et David Hodo sont choisis lors de ces auditions.

### 1980–1985
Village People enchaîne de nombreux hits pendant la période disco : YMCA, Macho Man, Go West, Can't Stop the Music, San Francisco, In the Navy…
L'US Navy a utilisé la chanson In the Navy comme outil de promotion. Elle a ainsi mis à disposition du groupe un destroyer, plusieurs avions et des centaines de Marines sur un bateau pour le tournage de la vidéo à San Diego. À la sortie du clip, couplé à une campagne publicitaire de l'US Navy, de nombreux journaux américains protestèrent contre l'utilisation de fonds publics et la mobilisation de tels moyens pour sa réalisation. Le scandale accrut la notoriété de la chanson.
En 1981, Randy Jones — le cow-boy — quitte le groupe pour se consacrer à sa carrière solo laissant la place à Jeff Olson. Victor Willis a quitté le groupe depuis 1979 et leur long métrage Rien n'arrête la musique (Can't Stop the Music) (1980) n'a pas eu de succès. Constatant le déclin de la mode disco, les producteurs tentent de réorienter le groupe : maquillage théâtraux pour rejoindre la mode des Nouveaux Romantiques, musique rock voire carrément punk… L'album censé symboliser ce nouveau départ, Renaissance, est en fait une impasse, et le groupe revient à la formule qui a fait son succès, l'imagerie macho/gay, en modernisant un peu sa musique par l'adjonction d'instruments électroniques. Mais les années de gloire sont derrière eux. Le groupe fait une pause en 1986, avant de fonder sa propre maison de production pour réaliser des tournées. Le dernier album de chansons originales est sorti en 1985, et si le groupe continue d'exister, avec de nombreux changements de membres, ils ne jouent plus que sur la nostalgie de leur époque de gloire.

### Depuis les années 2000

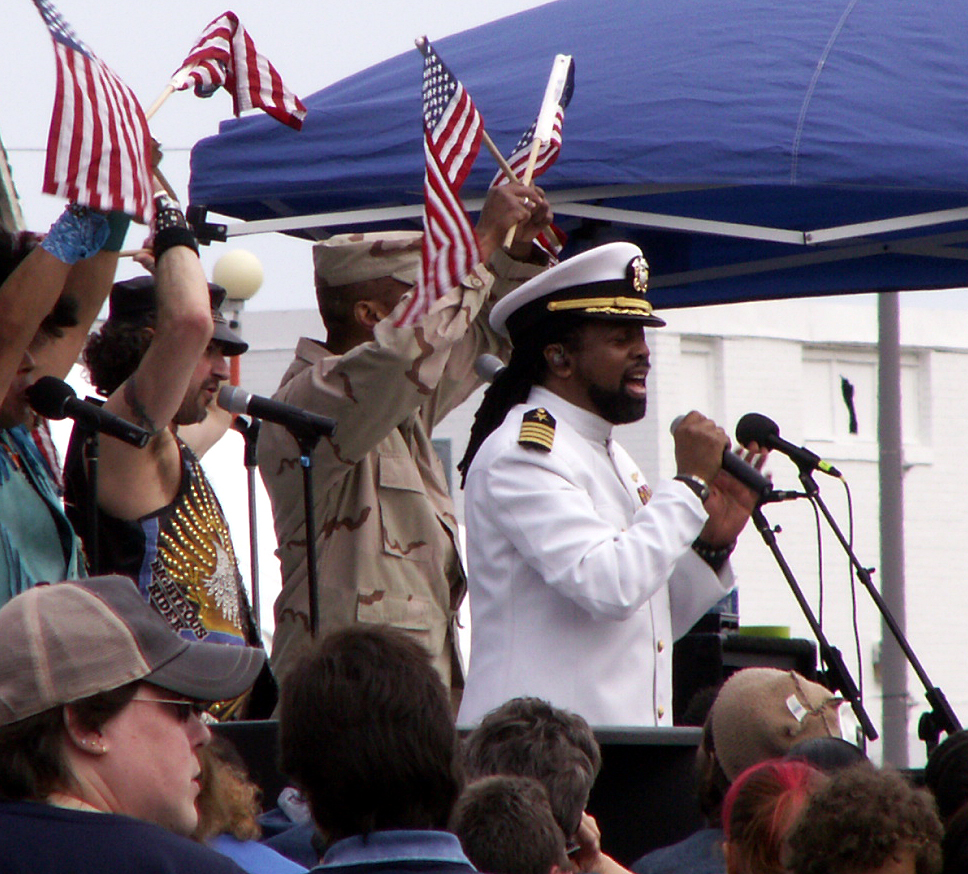
Village People en 2006.

Glenn Hughes — le motard de la première heure (de 1977 à 1995) – décède le 15 mars 2001, à l'âge de 50 ans. En plus d'être un des chanteurs du groupe, il était à la tête de la Company Village People qui sillonnait l'Amérique avec un spectacle disco à la hauteur des revues sur Broadway. Malade depuis plusieurs années, le chanteur avait quitté le groupe en 1995, et avait été remplacé sur scène par Éric Anzalone (en).
Le 3 août 2019, le cocréateur de Village People, Henri Belolo, décède à l'âge de 82 ans. Le 4 novembre 2019, l'album de Noël du groupe est réédité sous le nom de Magical Christmas et comprend deux titres supplémentaires. Le 21 décembre 2019, le groupe publie son premier single de Noël, Happiest Time of the Year. Le 31 décembre, Village People se produit en direct à Times Square dans le cadre de l'émission New Year's Eve with Steve Harvey de la chaîne Fox et bat le record mondial de participants effectuant la danse YMCA (record auparavant détenu par le groupe, en tournée). 
Mark Lee, ancien « ouvrier du bâtiment » entre 1982 et 1985, décède en avril 2021. En novembre 2022, un troisième single, Magic Christmas, sort de l'album Magical Christmas du groupe et entre dans le classement a/c du Billboard à la 23e place, la meilleure entrée dans le classement pour un single des Village People.
En janvier 2025, il est annoncé que Willis et les Village People se produiraient au bal inaugural de Turning Point USA pour célébrer la deuxième investiture de Donald Trump. Le 19 janvier 2025, les Village People interprètent YMCA lors du rassemblement de pré-inauguration de Trump, intitulé Make America Great Again Victory Rally, au Capital One Arena, le plus médiatisé des trois spectacles de la semaine de l'investiture,.

## Style musical et image
Les thèmes des chansons et le style du groupe, notamment vestimentaire, font des Village People un symbole du mouvement gay à l'époque, mais, après avoir accepté l'utilisation de leur chanson la plus connue par Donald Trump, ils s'efforcent d'atténuer cette symbolique.

## Membres
- Victor Willis, puis Ray Simpson (en) et Pablo Vidal (en 2008) : L'agent de police puis l'officier de marine (meneur vocal du groupe)
- Felipe Rose : L'indien
- Alex Briley : Le soldat
- Randy Jones, puis G. Jeff Olson : Le cow-boy
- David Hodo : L'ouvrier du bâtiment
- Glenn Hughes, puis Éric Anzalone (en) (en 1995) et Chris K. (en 2007) : L'homme en cuir puis le motard de la police

À noter que contrairement à l'image d'icône gay véhiculée par le groupe, certains membres de Village People n'étaient pas ouvertement homosexuels, comme Victor Willis (marié deux fois), Ray Simpson (en) (marié, deux enfants), Miles Jaye (en) (deux enfants).

## Postérité et reprises
La chanson Go West est reprise par le groupe Pet Shop Boys en 1993. Elle est également reprise par le groupe BEYOOOOONDS en version japonaise en 2019.
La chanson YMCA est utilisée dans le film Wayne's World 2, ainsi que dans la série populaire espagnole des années 2000 intitulée Un, dos, tres dans l'épisode 12 de la saison 3. Une parodie de la chanson est effectuée dans Moi, moche et méchant 2. La chanson YMCA est également associée à la deuxième victoire de Donald Trump lors de sa campagne pour l'élection présidentielle de 2024.

## Discographie

### Albums studio
- 1977 : Village People
- 1978 : Macho Man
- 1978 : Cruisin'
- 1979 : Go West
- 1979 : Live and Sleazy
- 1980 : Can't Stop the Music
- 1981 : Renaissance
- 1982 : Fox on the Box / In the Street
- 1985 : Sex Over the Phone

### Compilations et autres albums
- 1984 : Seoul Song Festival (album live)
- 1988 : Greatest Hits
- 1989 : Greatest Hits '89 Remixes
- 1993 : Greatest Hits
- 1994 : The Best of Village People (en)
- 1998 : The Very Best of
- 2000 : Platinum-World Bestsellers
- 2001 : 20th Century Masters, The Millennium Collection… The Best of Village People]'
- 2014 : Universal Music Icon Series: Village People

### Singles
- 1977 : San Francisco (You've Got Me)
- 1977 : In Hollywood (Everybody is a Star)
- 1978 : I Am What I Am
- 1978 : Macho Man
- 1978 : YMCA
- 1979 : In the Navy
- 1979 : Go West
- 1979 : Ready for the 80's
- 1979 : Sleazy
- 1980 : Can't Stop the Music
- 1980 : Magic Night
- 1981 : Do You Wanna Spend the Night
- 1981 : 5 O'Clock in the Morning
- 1985 : Sex Over the Phone
- 1985 : New York City
- 1989 : Livin' in the Wildlife
- 1989 : Megamix
- 1993 : YMCA '93 Remix
- 1994 : In the Navy '94 Remix
- 1994 : Far Away in America
- 1999 : YMCA Remix